# Exo за сусідніми дверима
Exo за сусідніми дверима (кор. 우리 옆집에 엑소가 산다) — південнокорейський романтичний вебсеріал що виходив щовівторка та щочетверга з 9 квітня по 28 травня 2015 року на Naver TV Cast.

## Сюжет
Головна героїня задарма EXO по сусідству сором'язлива молода дівчина, тому в неї досі немає хлопця. Одного пізнього вечора вона стикається з підозрілими хлопцями і вирішує якнайшвидше втекти від них додому. На ранок героїня дізнається, що в будинку по сусідству оселилися нові мешканці, з чуток молоді красені. Дівчина і подумати не могла, що тепер вона житиме поруч із солістами популярного південнокорейського гурту EXO.

## Актори
| Актор         | Роль |
| ------------- | ---- |
| Сюмін         |      |
| Хуан Цзі Тао  |      |
| Чжан І Сін    |      |
| Чан Ю Сан     |      |
| Сухо          |      |
| Кай           |      |
| Пак Чхан Йоль |      |
| До Кьон Су    |      |
| О Се Хун      |      |
| Бьон Бек Хьон |      |
| Мун Га Йон    |      |